# Globální geopark UNESCO

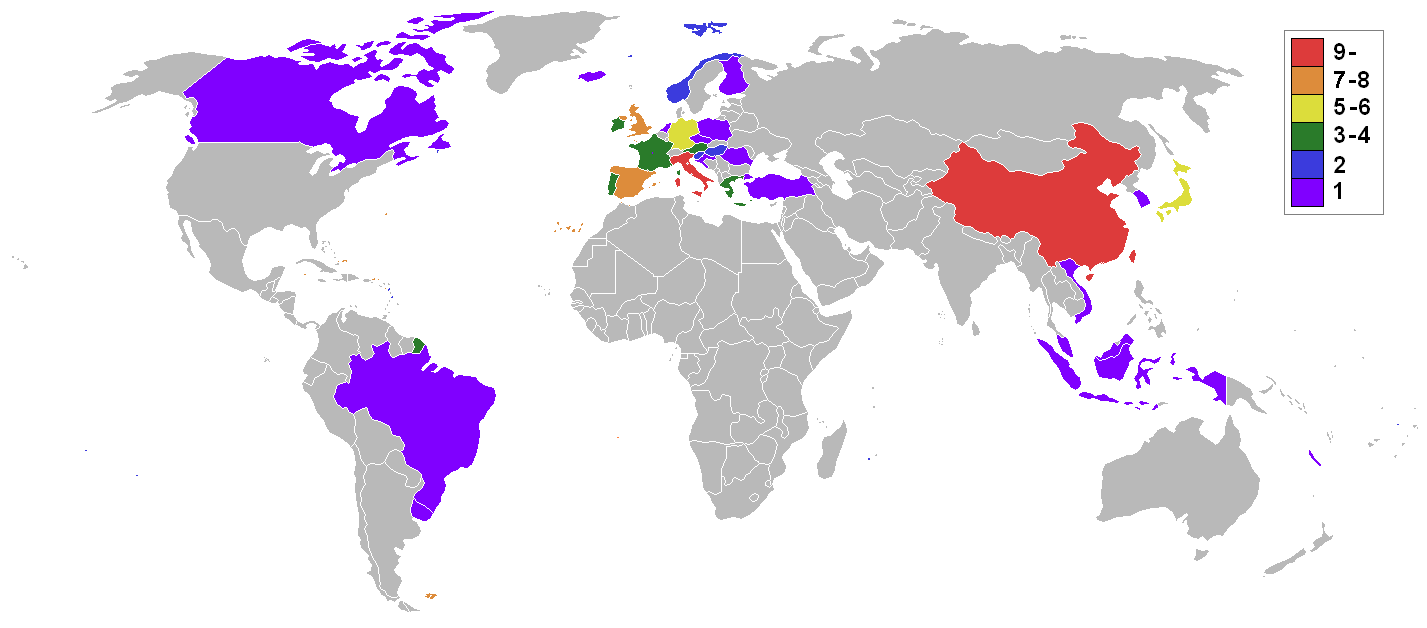
Mapa světa s globálními geoparky

Globální geoparky UNESCO (UNESCO Global Geoparks) je síť území mezinárodního geologického významu, která byla ustavena roku 1998 pod patronací UNESCO s cílem ochraňovat geologické dědictví planety Země a přispívat k dlouhodobě udržitelnému rozvoji dotčených oblastí.

## Historie
Počátky spolupráce UNESCOI s geoparky spadají do roku 2001. Během následujícího čtvrtstoletí byla vytvořena síť 123 globálních geoparků ve 48 zemích.  Spolu s nimi jsou registrovány ještě čtyři mezinárodní geoparky, zasahující na území více států (rakousko-slovinský Geopark Karawanken / Karavanke, německo-polský Geopark Muskauer Faltenbogen / Łuk Mużakowa, maďarsko-slovenský Geopark Novohrad-Nógrád a britsko-irský Geopark Marble Arch Caves.  Největší počet globálních geoparků UNESCO, celkem čtyřicet, se nachází v Číně, následuje Španělsko (13 globálních geoparků) a Itálie (10 geoparků).
Oficiální název Globální geoparky UNESCO se používá od roku 2015, kdy jej  na 38. zasedání Generální konference UNESCO odsouhlasilo195 členských států. Na území České republiky je jediným geoparkem v globální síti UNESCO Geopark Český ráj.

## Galerie

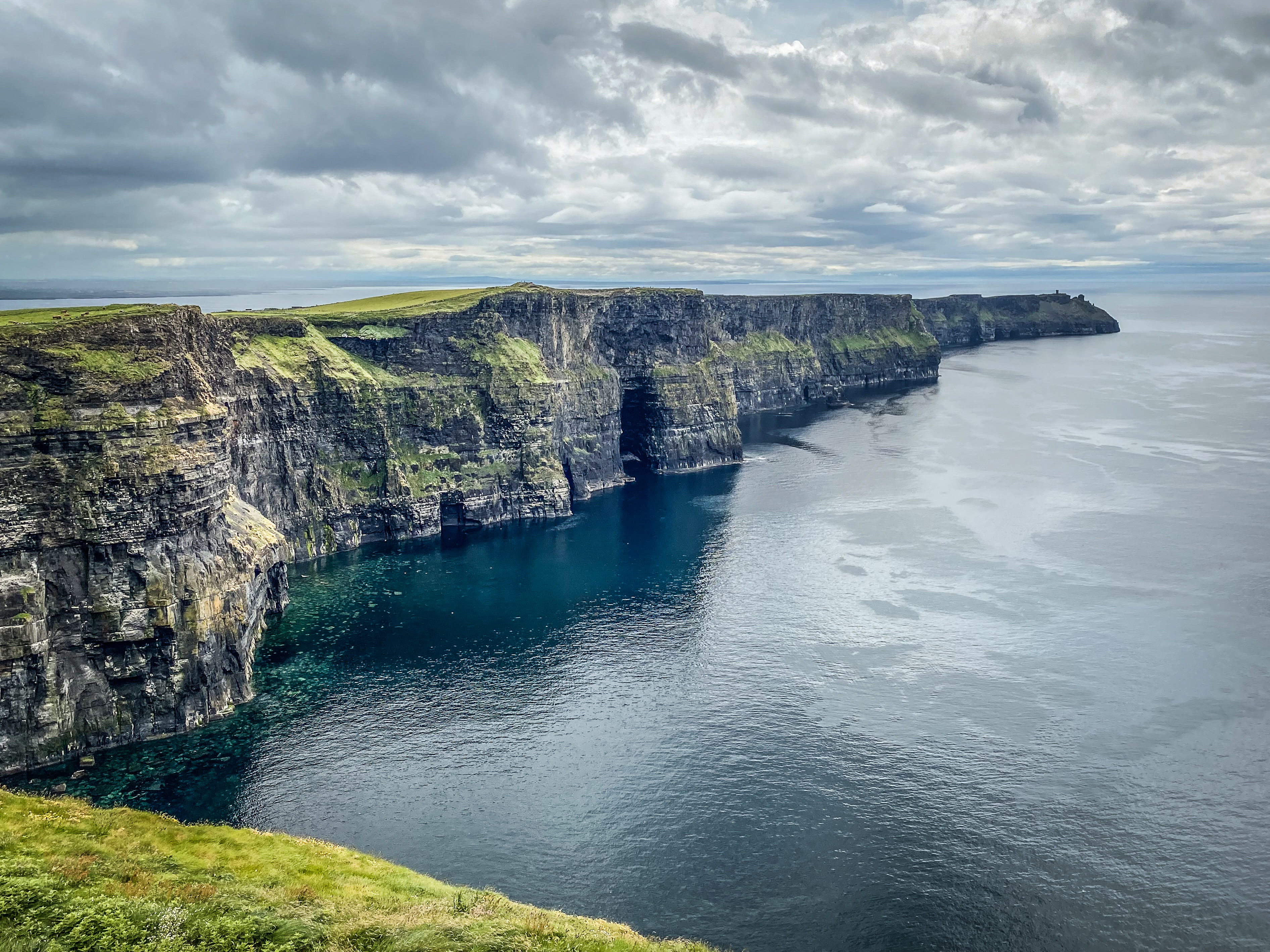
Geopark Burren and Cliffs of Moher, hrabství Clare, Irsko
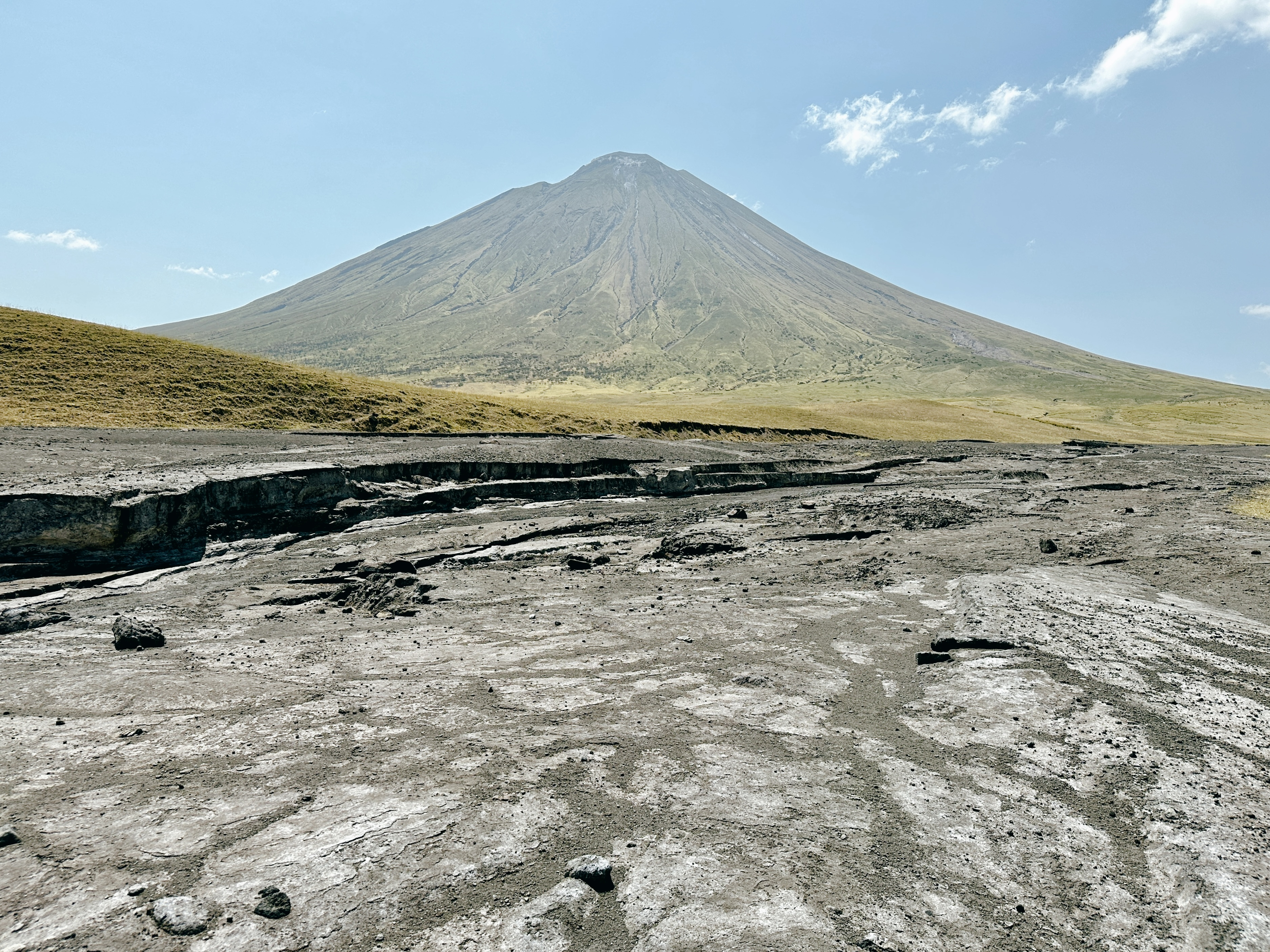
Geopark Ngorongoro-Lengai, Tanzanie
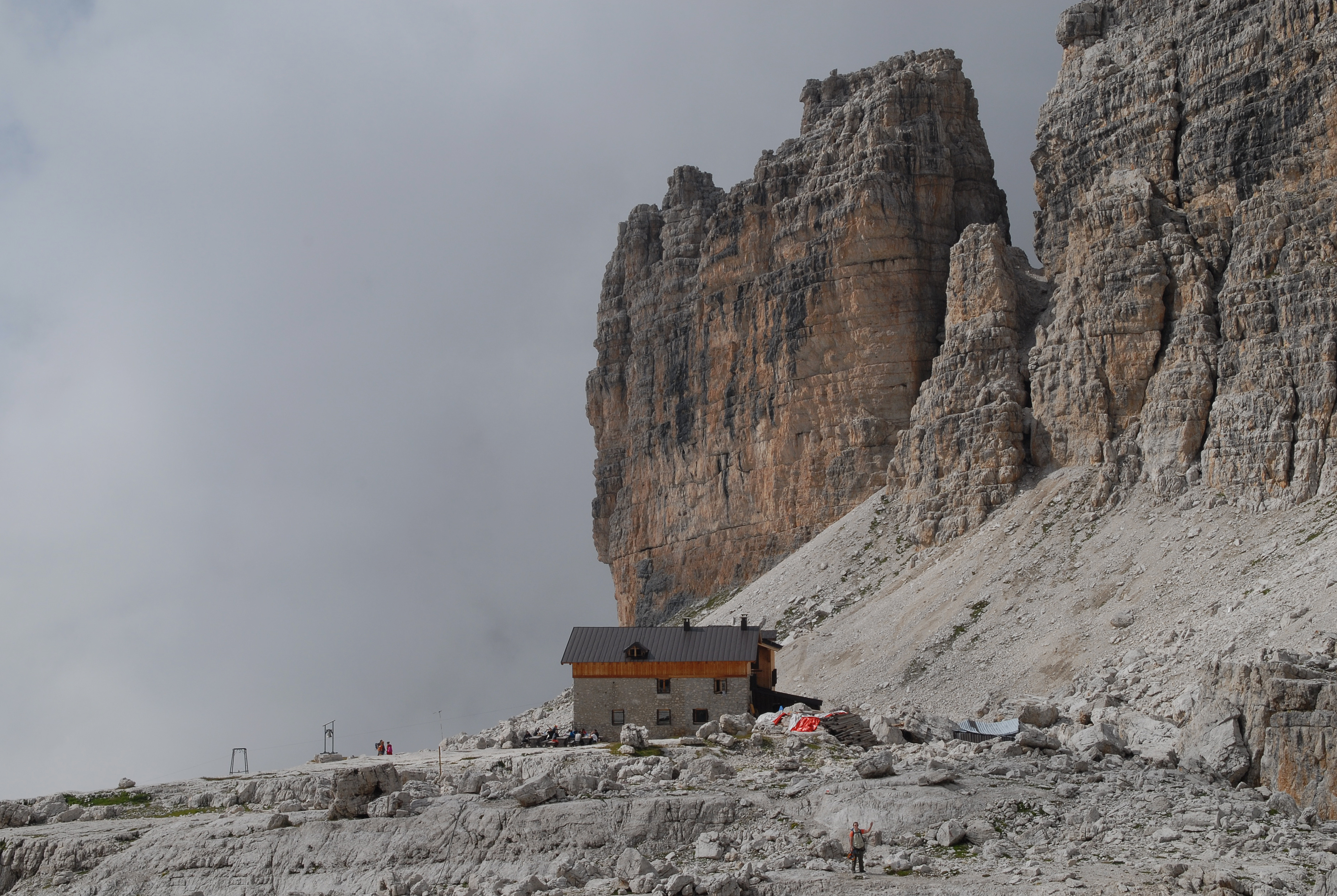
Dolomiti di Brenta, Itálie
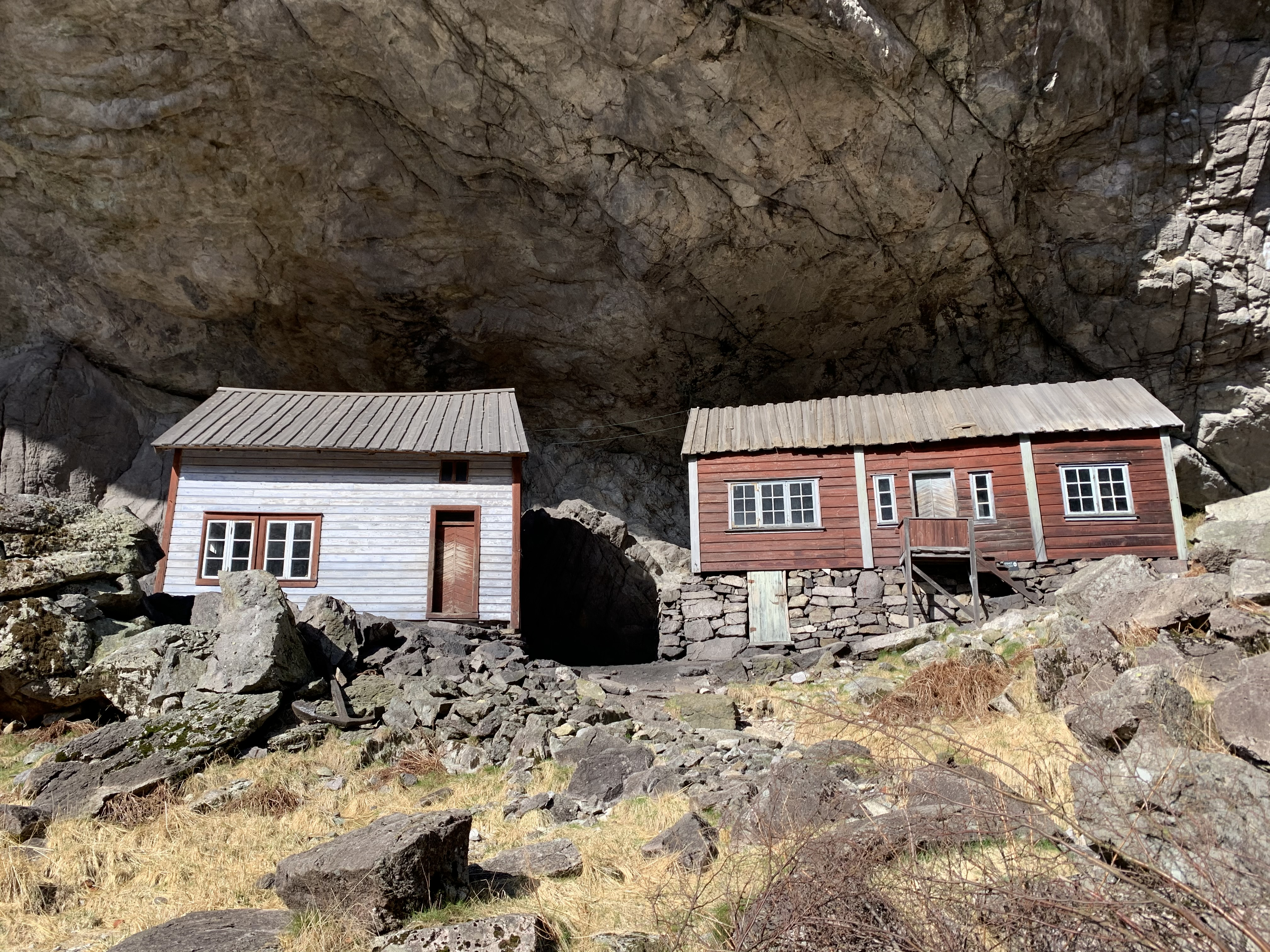
Domky obyvatel Rogalandu, Geopark Magma, Norsko
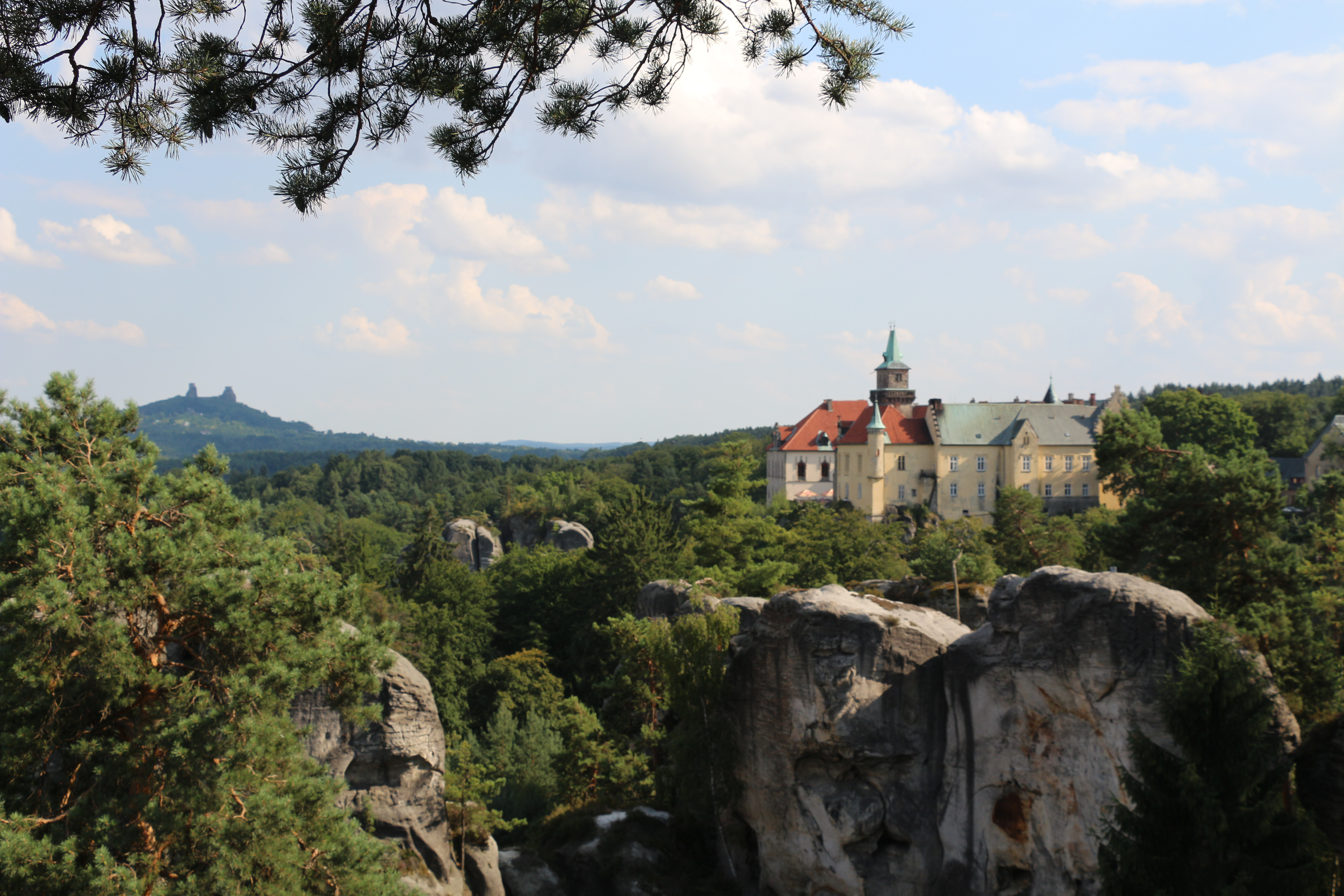
Geopark Český ráj: Hruboskalsko, v pozadí Trosky
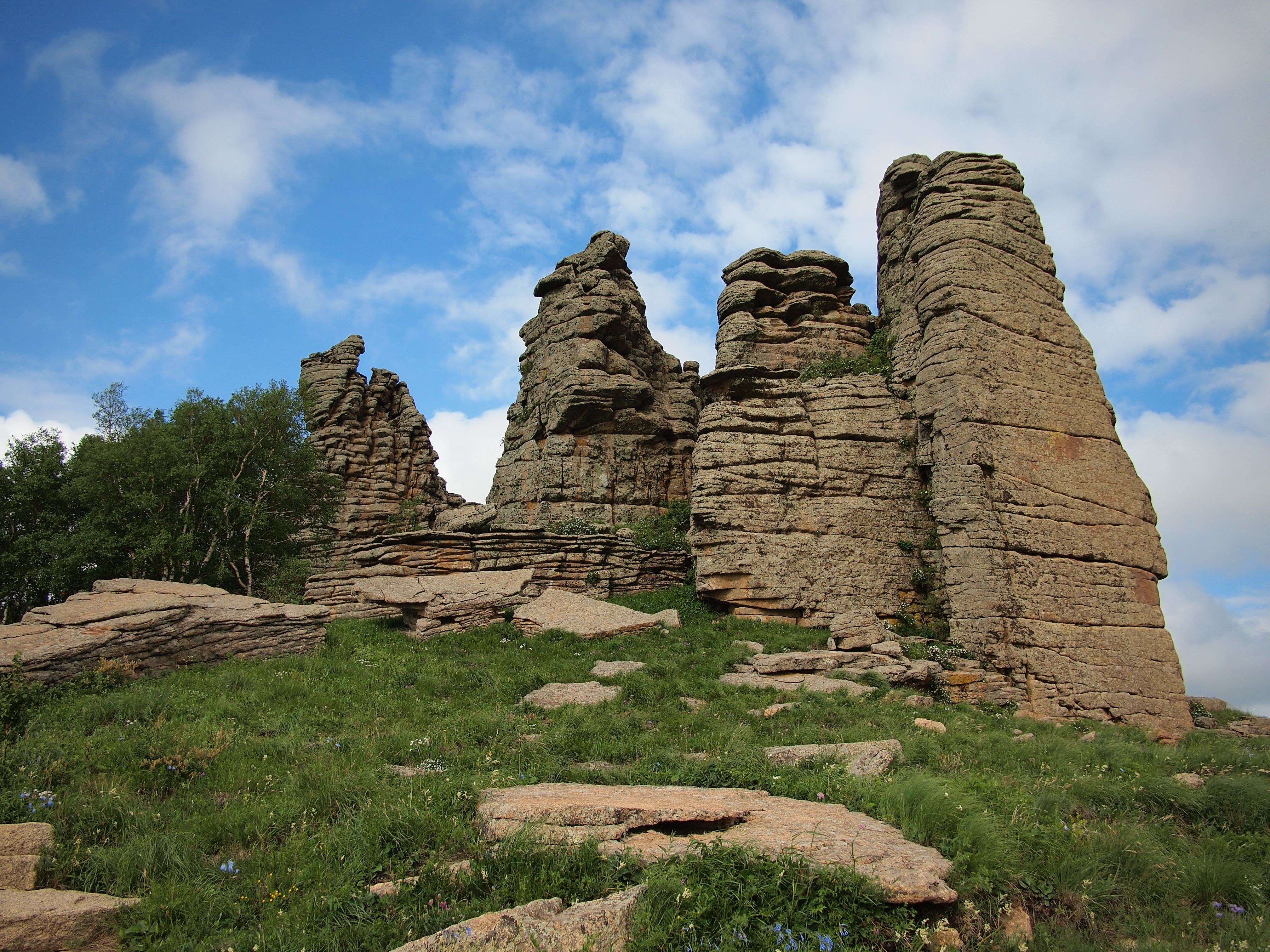
Geopark Hešigten, Vnitřní Mongolsko, Čína
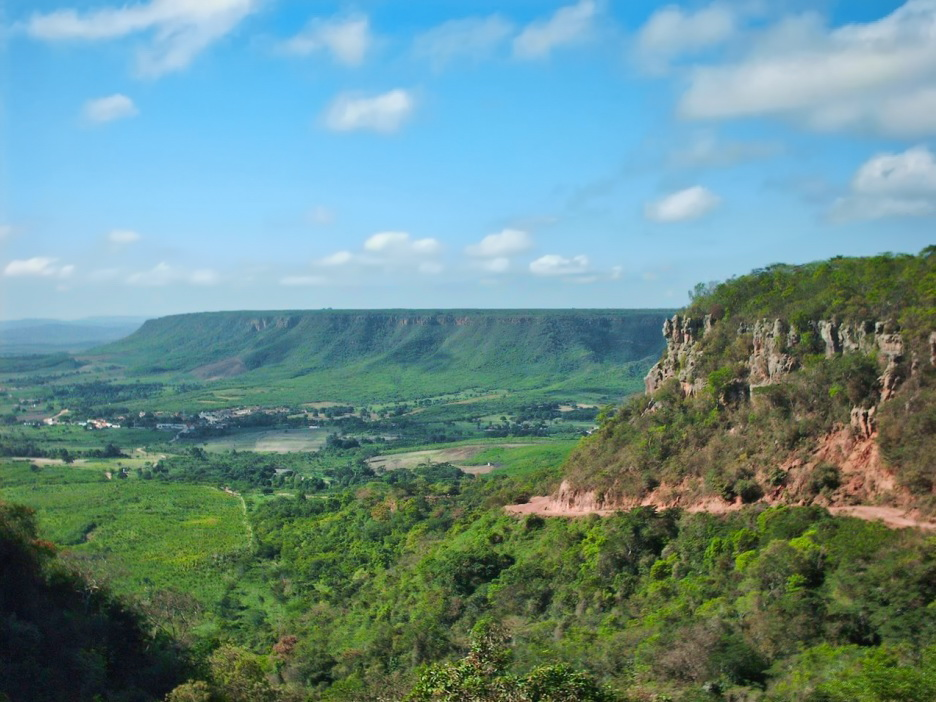
Chapada do Araripe, Pernambuco, Brazílie
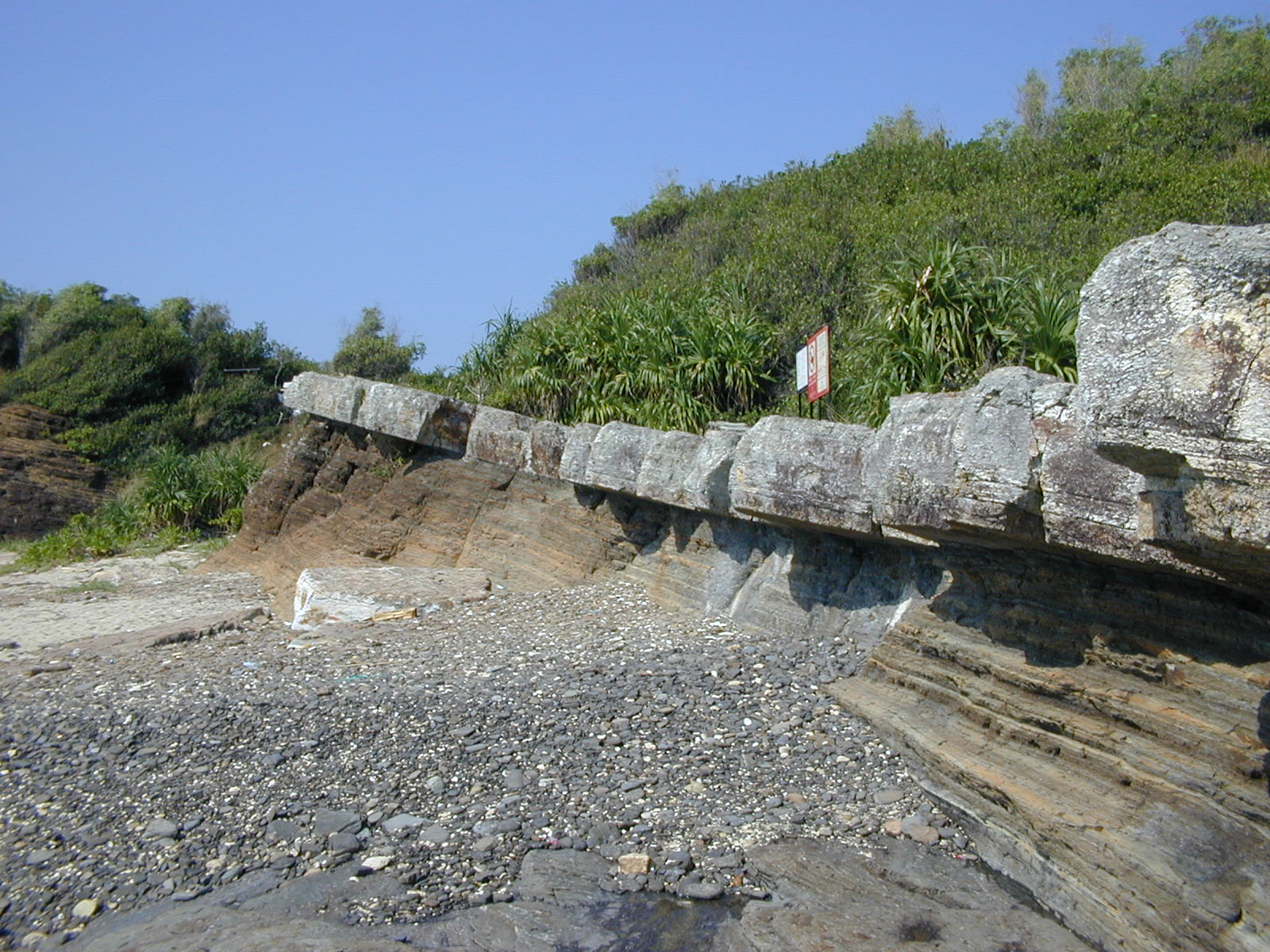
Ostrov Tung Ping Chau, Geopark Hong Kong